# Hexisopus infuscatus
Espèce
Hexisopus infuscatus est une espèce de solifuges de la famille des Hexisopodidae.

## Distribution
Cette espèce est endémique de Namibie. Elle se rencontre vers Walvis Bay.

## Description
Le mâle holotype mesure 14 mm.

## Publication originale
- Kraepelin, 1899 : Zur Systematik der Solifugen. Mitteilungen aus dem Naturhistorischen Museum in Hamburg, vol. 16, p. 195–259 (texte intégral).